# Ланс (Тіроль)
Ланс (нім. Lans) —  громада округу Інсбрук-Ланд у землі Тіроль, Австрія.
Ланс лежить на висоті 867 м над рівнем моря і займає площу 6,29 км². Громада налічує 926 мешканців.
Густота населення 147/км².
|                               |
| Ланс на мапі округу та землі. |

 Адреса управління громади: Boutignyplatz 128, 6072 Lans (Tirol).

## Демографія
Історична динаміка населення міста за даними сайту Statistik Austria

## Виноски
1. ↑  Dauersiedlungsraum der Gemeinden Politischen Bezirke und Bundesländer - Gebietsstand 1.1.2018 — Статистичне управління Австрії.
2. ↑  https://www.statistik.at/blickgem/blick1/g70325.pdf
3. ↑  www.gemeinde-lans.at. Архів оригіналу за 27 жовтня 2013. Процитовано 17 липня 2013.
4. ↑  Gemeindedaten von Lans (Tirol). Архів оригіналу за 27 листопада 2020. Процитовано 17 липня 2013.

| Австрія | Це незавершена стаття з географії Австрії. Ви можете допомогти проєкту, виправивши або дописавши її. |